# Rivalen des Ozeans
Rivalen des Ozeans ist ein US-amerikanisches Stummfilmdrama aus dem Jahr 1927 von Rupert Julian mit William Boyd und Elinor Fair in den Hauptrollen. Das Drehbuch basiert auf einer Originalstory von Denison Clift.

## Handlung
Thomas Winslow, ein Schiffbauer aus Boston, der es nicht schafft, die Regierung für sein revolutionäres Schiff zu interessieren, investiert sein eigenes Geld in die Yankee Clipper, mit der sein Sohn als Kapitän auf Jungfernfahrt geht. In England wird nach einem ähnlichen Design die Lord of the Isles hergestellt.
Die beiden Schiffe treffen im Hafen von Fuzhou in China aufeinander, jedes auf der Suche nach einer Ladung Tee. An Bord des englischen Schiffes befinden sich Lord Huntington sowie dessen Tochter Jocelyn mit ihrem Verlobten Richard. Ein wohlhabender chinesischer Kaufmann lädt Kapitän Winslow und die Huntingtons zum Abendessen ein. Winslow rettet Jocelyn vor einer Meute aufrührerischer Bettler. Der Kapitän, der sich zu ihr hingezogen fühlt, weiß von der Untreue ihres Verlobten, sagt aber nichts. Es wird eine Wettfahrt vereinbart. Das erste Schiff, das in Boston ankommt, gewinnt den gesamten Teehandel für sein Land. Kapitän Winslow segelt mit Jocelyn und Richard an Bord. Ein Sturm wütet und Richard erweist sich als Verräter und Feigling, dennoch gewinnt Winslow das Rennen und die Liebe von Jocelyn.

## Hintergrund
John Hughes oblag die künstlerische Leitung. Burnett Guffey arbeitete als Kameraassistent.
Die Premiere des Films fand am 23. März 1927 in Los Angeles statt.

## Kritiken
Mordaunt Hall von der The New York Times schrieb, der Sturm sei zum größten Teil im Miniaturformat, aber die Wasserszenen auf den Decks seien ziemlich gut, ebenso wie die Einblicke in China und der beeindruckende Anblick der beiden Klipper unter vollen Segeln. John Miljan mache seine Sache als findiger Bösewicht gut.
In der Pittsburgh Press wurde der Film als Leinwandklassiker, der zu den besten Produktionen der Saison zählen werde, gepriesen.